# Park Narodowy Bontebok
Park Narodowy Bontebok (ang. Bontebok National Park) – park narodowy w Południowej Afryce, w Prowincji Przylądkowej Zachodniej. Został utworzony w 1931 roku, najpierw obok miasteczka Bredasdorp, przeniesiony w 1961 roku do jego obecnego miejsca, 6 km od Swellendam u podnóża Gór Długich. Najmniejszy z dwudziestu parków narodowych Republiki Południowej Afryki, jego obszar wynosi zaledwie 27,86 km².
Park Narodowy Bontebok leży w obszarze florystycznego państwa przylądkowego z 2285 gatunkami roślin (z czego 90% w tym 300 endemicznych lub zagrożonych zagładą).

## Położenie
Od najbliższego miasta – Swellendam dzieli go odległość 6 km, położony u podnóża Gór Długich. Zachodnią granicą parku jest rzeka Breede.

## Fauna i flora
Utworzony celem ochrony antylop bontebok. Początkowe pogłowie bonteboków w roku 1931 liczyło zaledwie 17 sztuk, liczebność tych kolorowych antylop na początku XXI w, szacuje się na 3000 w całym RPA.
W parku występuje ponad 200 gatunków ptaków. 
Inne zwierzęta spotykane w parku to wydra, drop olbrzymi, żuraw rajski (narodowy ptak RPA), grysbok przylądkowy, dujkery, i bawolec krowi
Ścisłą ochroną objęte są niektóre gatunki fynbosu, występujące wyłącznie tutaj.

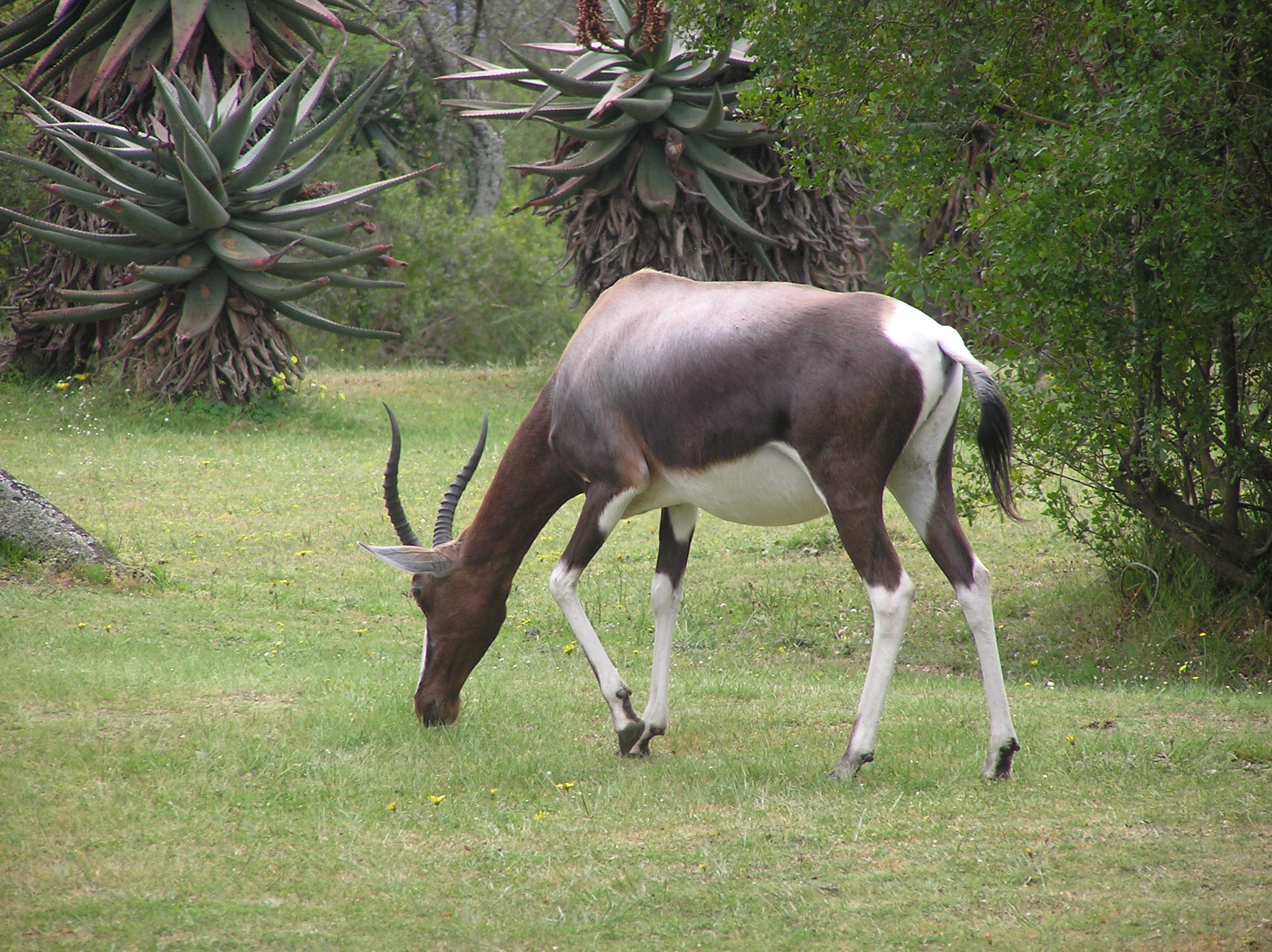
Bontebok
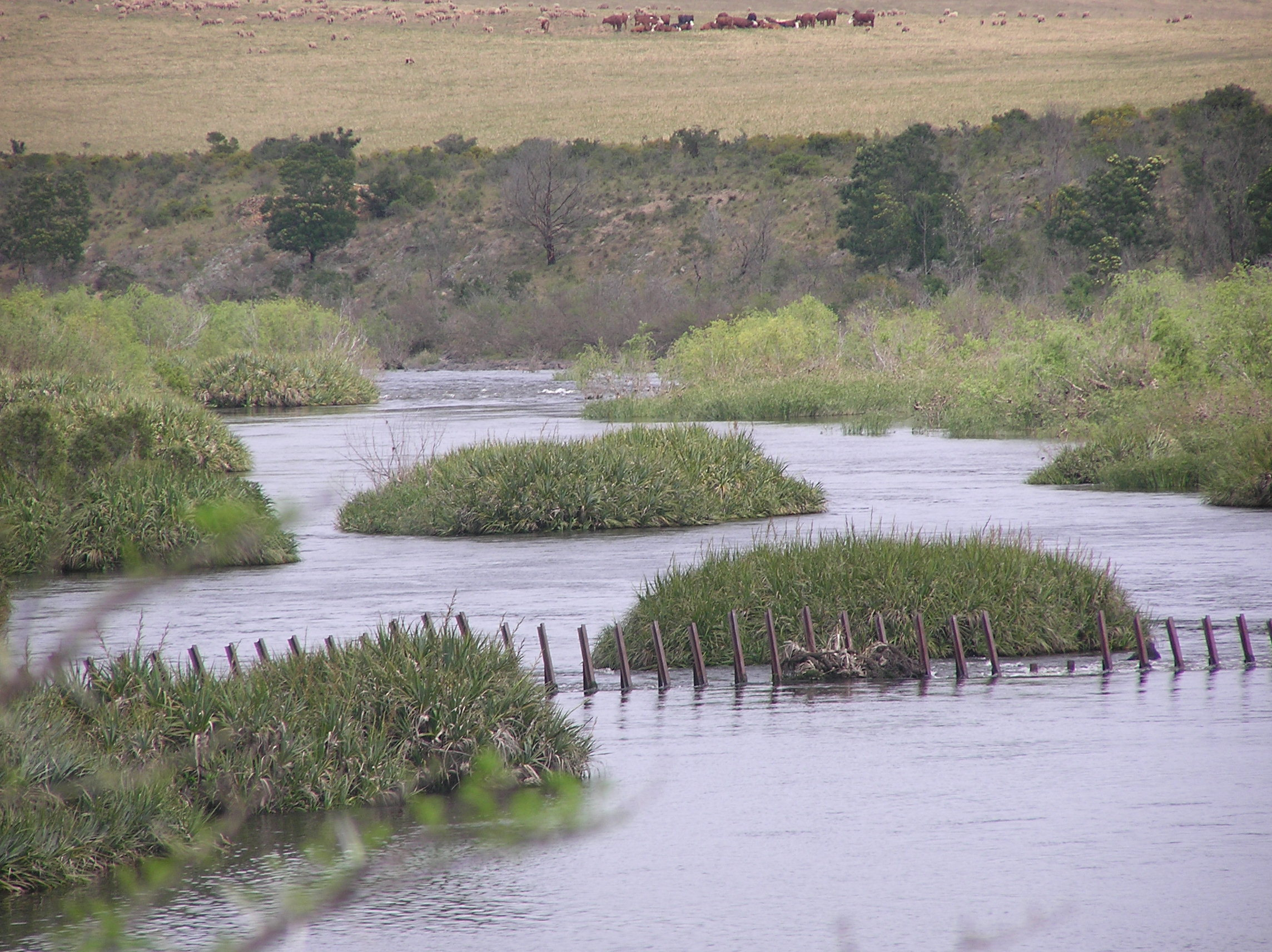
Rzeka Breede
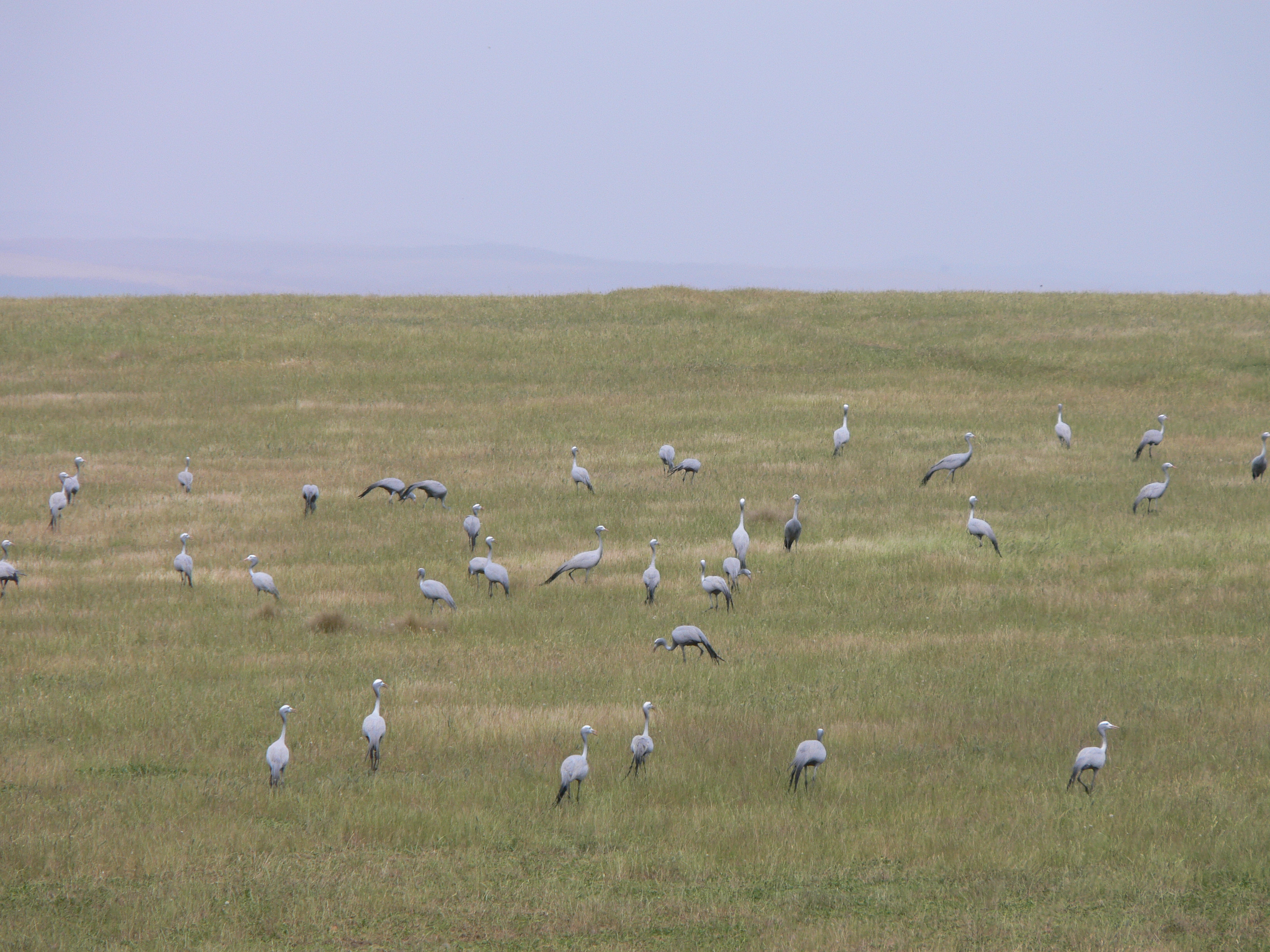
Żuraw rajski
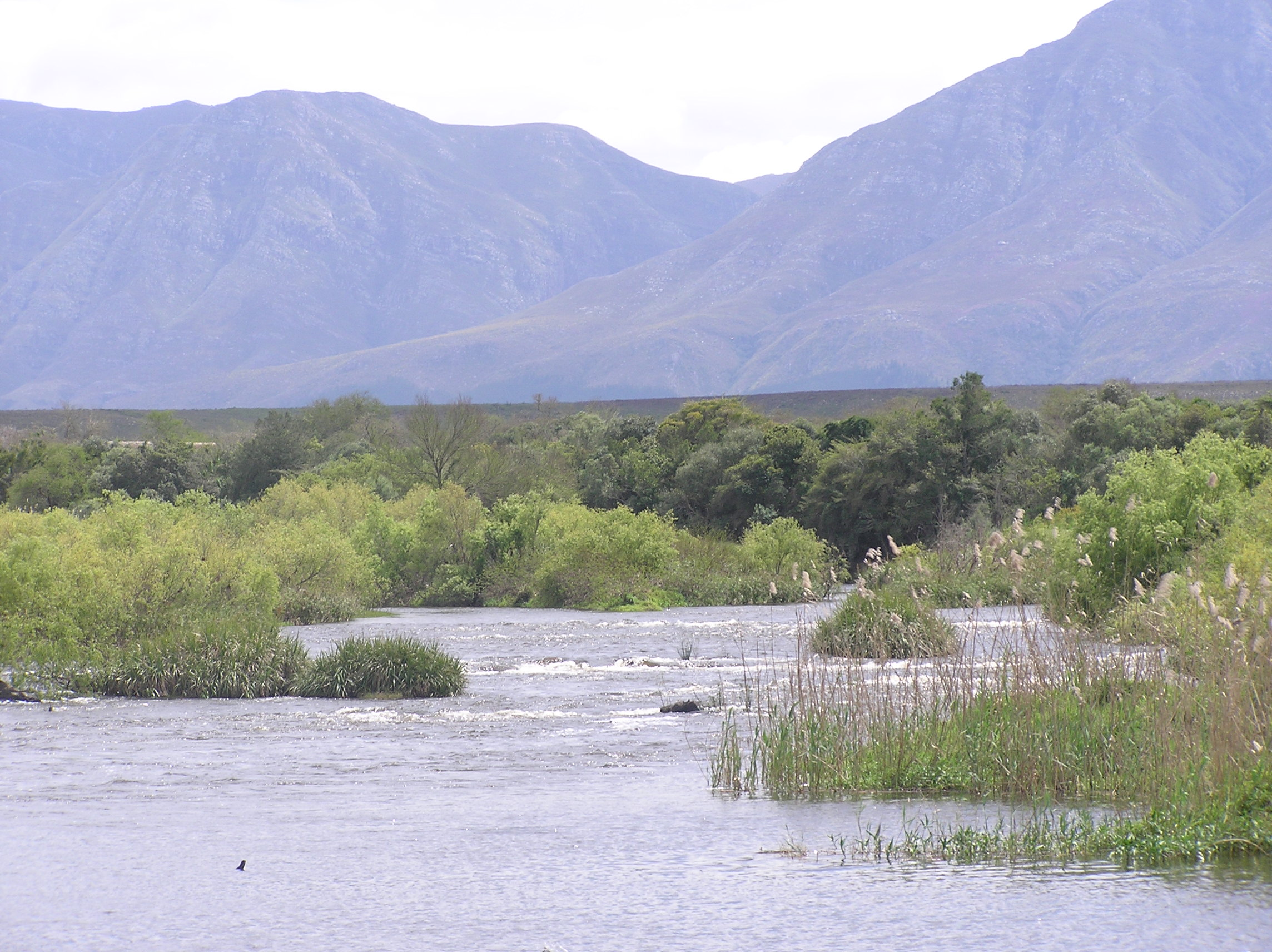
Rzeka Breede, Góry Długie